# Victor de Laveleye
Victor Auguste de Laveleye (Brussel, 6 november 1894 – Elsene, 14 december 1945) was een Belgisch advocaat en politicus voor de Liberale Partij. Tevens was hij actief als tennisser en hockeyer.

## Levensloop
De Laveleye was de neef van Édouard de Laveleye. Hij was doctor in de rechten aan de ULB en deed als tennisser mee aan de Olympische Zomerspelen van 1920 en 1924. Op de Spelen van 1928 was hij reserve bij de nationale hockeyploeg. Beroepshalve werd hij advocaat. Ook schreef hij artikels over internationale politiek in de krant Le Soir.
In 1926 werd hij namens de Liberale Partij verkozen tot gemeenteraadslid van Sint-Gillis. In oktober 1936 werd hij verkozen tot partijvoorzitter van deze partij en voerde in deze functie een hevige campagne tegen de fascistische partij Rex.
In april 1937 nam de liberale minister van Justitie François Bovesse ontslag uit de regering om provinciegouverneur te worden. Meerdere liberalen weigerden om Bovesse op te volgen, wegens het amnestievraagstuk dat de politiek beheerste. Uiteindelijk stelde de Laveleye zichzelf aan tot minister van Justitie. Binnen de Liberale Partij heerste er ontevredenheid over het feit dat hij minister werd en in mei 1937 werd de Laveleye gedwongen om ontslag te nemen als voorzitter. Nadat de liberalen zijn amnestiewet weigerden goed te keuren nam hij in juli 1937 tevens ontslag als minister.
Vervolgens zetelde hij van 1939 tot aan zijn overlijden in de Kamer van volksvertegenwoordigers. Na de Bevrijding was hij van september 1944 tot februari 1945 minister van Openbaar Onderwijs in de Regering-Pierlot VI en de Regering-Pierlot VII. Hij kreeg echter te kampen met gezondheidsproblemen, die hem eind 1945 fataal werden.
Hij was een van de Belgische medewerkers aan de redactie van het Handvest van de Verenigde Naties.

## Radio Belgique
Na de Duitse inval van mei 1940 tijdens de Tweede Wereldoorlog trok hij met de Belgische regering naar Frankrijk. In Limoges stemde hij mee voor de voortzetting van de oorlog. Daarna vertrok hij naar Engeland.
In Londen werd hij aangesteld als directeur van de Belgische Franstalige uitzendingen op de BBC (1940-1944). In september 1940 vond de eerste uitzending plaats. Op 14 januari 1941 riep hij alle Belgen op om de letter 'V' te gebruiken als teken van verzet. De 'V' stond voor "victoire" in het Frans en voor "vrijheid" in het Nederlands. Tijdens de BBC uitzending zei Laveleye dat wanneer de Duitse bezetter het teken keer op keer ziet, hij zal beseffen dat hij omsingeld is door een massa van burgers, die reikhalzend uitkijken naar het eerste moment van zwakte, naar de eerste mislukking. Binnen enkele weken begonnen er V's te verschijnen op muren over heel België, Nederland en Noord-Frankrijk.
Dit was het begin van de V-campagne, die zich al snel over heel Europa verspreidde. Het V-teken werd wereldberoemd wanneer Winston Churchill op 19 juli 1941 het teken tijdens een toespraak gebruikte.